# Männer, Helden, schwule Nazis
Männer, Helden, schwule Nazis (tj. Muži, hrdinové, teplí náckové) je německý dokumentární film z roku 2005, který režíroval Rosa von Praunheim. Film pátrá po příčinách, proč homosexuály přitahovalo a přitahuje (neo)nacistické a skinheadské hnutí, když jsou tyto směry výrazně homofobní. Film byl v ČR uveden v roce 2008 na filmovém festivalu Mezipatra.

## Zúčastnění
| Rainer Fromm             |
| Winfried Bonengel        |
| Michael Kühnen           |
| Bernd-Ulrich Hergemöller |
| Jörg Fischer             |
| Bela Ewald Althans       |
| Rüdiger Lautmann         |